# 好萊塢 (瑪琳娜鑽石歌曲)
《好萊塢》（英語：Hollywood）是收錄於威爾斯發片歌手瑪琳娜鑽石首張專輯《傳家珠寶》中的歌曲。它於2010年1月29日作為專輯第二張單曲開放數位下載，於同年2月1日釋出實體CD， 數位下載開放後三個禮拜專輯於2月22日釋出。

## 背景
當在BBC新聞採訪時被問及為什麼選擇《好萊塢》作為單曲之一時，瑪琳娜表示: 

「它象徵著我的發言:『好萊塢影響了我的腦袋，即便我仍然跟平時一樣很重視生活中出現問題的小細節，但很明顯好萊塢影響了我。而這就是我。』」
「過度癡迷於名流文化是很不健康的。我不想讓我的人生看起來像場災難，為此我絕不做一個老派的流行巨星。」

她在太陽報中說:「這首歌是我對美國商業行為的不屑以及嘲諷。我深深深的愛著美國跟那兒的人民，我也很期待去那邊巡演，但是我恨透了那個地方總想對我洗腦。我仍深受美國流行樂文化的影響，但我真的不想讓我的腦袋被感染。」

## 評價
BBC的福瑞澤·麥卡皮尼在部落格中稱《好萊塢》是 「實至名歸的完美歌曲」並表示「透過驚人的洞察力皆露出美國的文化及政治面，歌詞水平相當於剃刀光芒的同題材歌曲，儘管如此，這也使她點出好萊塢是個噁心沮喪的虛假幻境，在這個看似好事連連的地方裡，似乎只能透過唱出這類的歌來享受狂歡，就如同她揭開擴散自己的想法般。」 《衛報》在報中稱首歌「自信滿滿」。

## 商業成績
《好萊塢》釋出時首周共賣出25,746張，並在英國單曲排行榜上排名第12名。  2014年3月，單曲已在英國達到180,000張的銷量。 單曲於愛爾蘭單曲榜上排行第45，同時也是瑪琳娜第一張登上愛爾蘭單曲榜的單曲。 三周後，單曲在排行榜上上升至21名。

## 音樂影片
《好萊塢》的音樂影片由Kinga Burza執導拍攝並於2009年11月30日在YouTube上釋出。 影片是在西倫敦一棟「看起來像宮殿的房子」裡拍攝。 影片中出現了穿著繡有美國國旗旗紋的衣物及裝飾品的美國愛國黨。影片中出現了很多反映出對美國文化的刻板印象的人物及物件，例如啦啦隊、Jock(刻板印象衍生詞)、美式足球員、選美皇后、狗仔隊、女牛仔、棒球球員，還有流行歌手兼演員艾維斯·普里斯萊、電影演員詹姆斯·狄恩、瑪麗蓮夢露、巴拉克‧歐巴馬、熱狗、爆米花以及奧斯卡獎。
切利·干沙爾斯為《好萊塢》製作了「精簡」再編曲版，而Dan Knight則為了該版本錄製了新的音樂影片。Knight希望這部片能與Bruza的「超高光澤」版本呈現對比， 並在類似Top of the Pops的流行節目中放入1980年代表演的元素以形成對立的效果。影片中，干沙爾斯和瑪琳娜參加了1980年代的愛沙尼亞音樂節目Pop!，並完整的配上了愛沙尼亞的官方語言字幕。 

## 曲目列表
- CD單曲

1. 《好萊塢》 (單曲版) – 3:23
2. 《好萊塢》 (Gonzalez 再編曲) – 3:43

- 數位下載 – EP

1. 《好萊塢》 (單曲版) – 3:23
2. 《好萊塢》 (Gonzalez 再編曲) – 3:43
3. 《好萊塢》 (Fenech-Soler 再編曲) – 5:45
4. 《好萊塢》 (Monarchy ‘Gliese 再編曲’) – 7:26
5. 《好萊塢》 (原音版) – 3:38

- 密紋唱片

1. 《好萊塢》 (Single Version) – 3:23
2. 《Bad Kidz》 – 3:49

其它再編曲版
- 《好萊塢》 (Juan MacLean 再編曲) – 8:35
- 《好萊塢》 (Radioproof 再編曲) – 4:45

## 製作人員
資料來自《傳家珠寶》以及《好萊塢》CD單曲內頁。
| - 瑪琳娜鑽石 – 主唱 - 尼爾‧卡其坡 – 小提琴 - 蓋‧大衛 – 母帶製作 - 阿利森‧多德斯 – 小提琴 - 艾許‧浩斯 – 樂器操作、混音、製作 - 奧利‧蘭格弗德 – 中提琴、小提琴 - 馬特·馬特蘭 – 封面設計 | - 安娜‧莫瓦特 – 大提琴 - 藍坎– 形象畫設計 - 露西‧蕭 – 低音提琴，聲線排列 - 畢夫可(理查‧"Biff"‧史丹納德) – 樂器操作、鼓樂、混音、製作 - 史塔‧史密斯 – 原製作人 |

## 排行
| Chart (2010)                       | Peak position |
| ---------------------------------- | ------------- |
| 奥地利（Ö3四十强单曲榜）           | 17            |
| 捷克 (IFPI)                        | 27            |
| 丹麦（Hitlisten电台榜）            | 10            |
| 15                                 |               |
| 愛爾蘭（愛爾蘭唱片音樂協會单曲榜） | 21            |
| 斯洛伐克 (IFPI)                    | 68            |
| 英國（官方榜单公司單曲榜）         | 12            |

## 認證
| 地區                         | 認證   | 銷售數量/銷量 |
| ---------------------------- | ------ | ------------- |
| 英國(BPI)                    | 銀唱片 | 200,000       |
| 基於認證銷量以及媒體基本數據 |        |               |